# Jacques Kirsner
Jacques Kirsner (pseudonyme de Charles Stobnicer) est un militant étudiant puis producteur de cinéma et scénariste français, né le 22 juin 1946.

## Biographie

### Jeunesse étudiante
Charles Stobnicer,, naît le 22 juin 1946. Dès son plus jeune âge, il participe aux activités des « Faucons Rouges », organisation de jeunes liés au Bund, le parti socialiste juif, il parle le yiddish. Puis à 12 ans, il rejoint le PSU. C’est à ce moment qu’il rencontre l'Organisation communiste internationaliste (OCI). Il la rejoindra en 1963 sous le nom de « Charles Berg » et devient militant de la FER (Fédération des étudiants révolutionnaires) et des groupes « Révoltes », sera exclu en 1978, son indépendance d'esprit l'emportant sur la solidarité du groupe. Pour son éviction, est évoqué ce qui sera plus tard qualifié d'« affaire Berg », selon laquelle nombre de membres du comité central de l'OCI auraient été impliqués dans le trucage du nombre d'adhérents début 1978... 
Lors de l'événement historique de la Nuit des barricades de Mai 68, un meeting est organisé par la FER à la Mutualité ; les 2 500 participants se dirigent ensuite vers le Boulevard Saint-Michel, non loin des barricades déjà érigées, qui laissent prévoir des affrontements entre les étudiants et la police ; ils éclateront à partir de 2 heures 15  du matin. Charles Berg en a livré un témoignage en 2015, indiquant qu'une majorité des dirigeants du bureau politique de l'OCI, se rallie à la position prise par le Bureau Politique voulant que les étudiants concentrent leurs forces sur la préparation de la grève générale refusant de rester sur ce terrain... L'un des dirigeants, Claude Chisserey, numéro un du secteur « jeune » de l'OCI, en désaccord avec cette décision comme Charles Berg applique la « ligne » et déclare, pour illustrer ce point de vue que « les petits bourgeois doivent cesser de faire du jardinage », en allusion au dépavage des rues ! Formule qui lui sera reprochée plus tard lors de l'éviction des opposants par le leader historique de l'OCI Pierre Lambert, racontées par l'historien Benjamin Stora.
Charle Berg a succédé à Claude Chisserey à la direction du travail « jeunes ». Il fonde en septembre 1968 l'Alliance des jeunes pour le socialisme. C'est un énorme succès. L'AJS rassemble des milliers de jeunes ouvriers, étudiants, lycéens. Un grand nombre d'entre eux intègre l'OCI. Cette force militante permettra de conquérir l'UNEF. 
La disparition du tandem « Berg-Chisserey » à la tête du  travail jeune aboutira rapidement à un déclin de l'OCI dans la jeunesse. Le « syndicalisme » transformant les jeunes révolutionnaires en apprenti bureaucrates. Ainsi, l’UNEF, ses dirigeants se rapprocheront de François Mitterrand pour finalement quitter l’OCI apportant en prime le syndicat étudiant… au Parti Socialiste.
D’exclusion en exclusion (Boris Fraenkel, Michel Varga (en) (né Balazs Nagy), Charles Berg, Stéphane Just, Pierre Broué, Pedro etc…), l’OCI éjectera ses meilleurs cadres… Charles Berg est devenu un scénariste respecté, puis un producteur actif. 
Dans un texte pubié par Mediapart, il écrit : « Ni nostalgie, ni regret. À la fin de sa vie, Marx, le géant répétait « je doute ». Je doute. Sans renoncer. »

## Filmographie

### En tant que scénariste
- 1979 : La Provinciale de Claude Goretta
- 1980 : Allons z'enfants d'Yves Boisset
- 1980 : La Revanche de Pierre Lary
- 1981 : La Passante du Sans-Souci[10],[1].
- 1982 : Trois morts à zéro de Jacques Renard
- 1983 : Clémence Aletti de Peter Kassovitz
- 1984 : Série noire (série télévisé, épisode : J'ai bien l'honneur) de Jacques Rouffio
- 1985 : Stradivarius de Yannick Andréi
- 1986 : Sauve-toi, Lola de Michel Drach
- 1986 : L'État de grâce de Jacques Rouffio
- 1987 : La Chaîne (mini-série) de Claude Faraldo
- 1998 : Le Matador de Michel Vianey
- 1999 : Les Enfants du printemps de Marco Pico
- 2004 : Jaurès, naissance d'un géant de Jean-Daniel Verhaeghe
- 2006 : Sartre, l'âge des passions de Claude Goretta
- 2007 : Un crime très populaire de Didier Grousset
- 2010 : Louise Michel de Sólveig Anspach
- 2012 : Clemenceau de Olivier Guignard
- 2014 : Dassault, l'homme au pardessus
- 2017 : La Sainte Famille (téléfilm) de Marion Sarraut
- 2018 : Les Michetonneuses (téléfilm) réalisé par Olivier Doran
- 2020 : Black and White (mini-série) de Moussa Sène Absa

### En tant que producteur

#### Cinéma
- 1986 : L'état de grâce de Jacques Rouffio
- 1988 : Mageclous de Moshé Mizrahi
- 1989 : L'orchestre rouge de Jacques Rouffio
- 1989 : Trois années de Fabrice Cazeneuve
- 1991 : Diên Biên Phu de Pierre Schoendoerffer
- 1992 : La femme du déserteur de Michal Bat-Adam avec Fanny Ardant
- 1993 : Pétain, film français réalisé par Jean Marbœuf en 1993, d'après le livre de Marc Ferro[10],[1].
- 2008 : Française de Souad El Bouhati
- 2012 : Les Nouveaux Chiens de Garde, réalisé par Gilles Balbastre et Yannick Kergoat
- 2016 : Louis-Ferdinand Céline de Emmanuel Bourdieu

#### Télévision

##### Fictions
- 1987 : La Chaîne de Claude Faraldo
- 1989 : Condorcet de Michel Soutter
- 1992 : Warburg, le banquier des princes de Moshé Mizrahi
- 1993 : Jules Ferry de Jacques Rouffio
- 1996 : Vice vertu et vice versa de Françoise Romand
- 1997 : Le Dernier Été, réalisé par Claude Goretta, sur un scénario de Jean-Michel Gaillard, d'après le roman de Nicolas Sarkozy, Georges Mandel, le moine de la politique (Grasset, 1994)[10],[1]  .
- 1998 : Le Matador de Michel Vianey
- 1999 : Les Enfants du printemps de Marco Pico
- 2000 : Thérèse et Léon de Claude Goretta
- 2003 : Leclerc, un rêve d'Indochine  de Marco Pico
- 2004 : Les Passeurs de Didier Grousset
- 2004 : Jaurès, naissance d'un géant de Jean-Daniel Verhaeghe
- 2006 : Sartre, l'âge des passions de Claude Goretta
- 2007 : Un crime très populaire de Didier Grousset
- 2008 : Le Commissariat de Michel Andrieu
- 2009 : Un viol de Marion Sarraut
- 2010 : Louise Michel de Sólveig Anspach
- 2010 : Drumont, histoire d'un antisémite français de Emmanuel Bourdieu
- 2010 : Quartier Latin de Michel Andrieu
- 2010 : La Vénitienne de Saara Saarela
- 2011 : Rituels meurtriers de Olivier Guignard
- 2012 : Clemenceau de Olivier Guignard
- 2014 : Marcel Dassault, l'homme au pardessus
- 2017 : La Sainte famille, téléfilm de Marion Sarraut
- 2018 : Les Michetonneuses, téléfilm français réalisé par Olivier Doran, d'après le roman du même nom de Rose Émilien.
- 2020 : Black and White, une mini-série de Moussa Sene Absa

##### Documentaires
- 1999 : Les Journalistes dans la tourmente de Michel Van Zèle
- 2001 : Voyage dans l'humour juif de Alex Szalat
- 2001 : 1956, une sale histoire de Emmanuel Plasseraud
- 2002 : La Caravane de Mé Aïcha de Dalida Ennadre
- 2002 : L'Appel aux assises de Joelle et Michelle Loncol
- 2003 : Histoire de la police française de Eric Pittard et Michel Kaptur
- 2004 : Le Monde des trotskystes de Guy Girard
- 2005 : Histoire de l'armée française de Gabriel Le Bomin et Brigitte Martinez
- 2007 : Théo Klein, juif, français, israélien de Jean-Baptiste Frappat
- 2007 : Surendettement, les européens à découvert de Marie-Élise Beyne
- 2007 : Histoire de la diplomatie de Marie-Élise Beyne
- 2008 : Le Temps des Orages de Jean-Charles Deniau
- 2008 : Les Français de Guy Girard
- 2009 : Les Francs-maçons et le Pouvoir de Gabriel Le Bomin et Stéphane Khémis
- 2011 : Une histoire de l'outre-mer de Christiane Succab Goldman
- 2011 : La Main noire de Jean-Baptiste Frappat
- 2011 : Victor Serge, l’insurgé de Carmen Castillo
- 2011 : New-York, tendance yiddish de David Unger
- 2011 : Un monde dans tous ses états de Hubert Vedrine et Pierre-Oscar Levy
- 2011 : 1962, de l’Algérie française à l’Algérie algérienne de Marie Colonna et Malek Bensmaïl